# Ейягаміль
Ейягаміль (букв. «Милість Ейя») — цар Країни Моря (бл. 14?? - 1460 до н. е.).
Вів війну проти каситів і Еламу. Близько 1460 до н. е., в той час, як Ейягаміль, очевидно, вирушив воювати з Еламітами, брат каситського царя Вавилона Каштіліаша II Улам-Буріаш, скориставшися відсутністю царя Примор'я, напав на Південь, захопив його в полон і стратив, а сам став царем Країни Моря. Внаслідок цього Вавилонія фактично була розділена між двома каситськими царями.